# Дик, Энди
Э́ндрю Роа́н Дик (англ. Andrew Roane Dick; род. 21 декабря 1965, Чарльстон, Южная Каролина, США), более известный как Э́нди Дик (Andy Dick) — американский актёр, режиссёр, продюсер, сценарист и композитор.

## Биография
Энди Дик родился 21 декабря 1965 года в Чарльстоне (штат Южная Каролина). В достаточно раннем возрасте Энди понял, что самый лучший способ быть популярным и иметь много друзей — это постоянно шутить и создавать различные смешные ситуации. При этом мальчик чувствовал себя совершенно свободно, не боясь показаться глупым, совсем не испытывал никакой неловкости и вскоре действительно стал чрезвычайно популярен у сверстников. Поэтому, когда пришло время выбирать профессию, не только сам Энди Дик, но и все, его знавшие, не сомневались ни минуты, что он должен стать комиком. Он учился в университете Иллинойс Уэслиан и в колледже Колумбия в Чикаго. Старт Дика на телевидении пришёлся на самое начало девяностых — тогда он появился в шоу The Ben Stiller. Начало было весьма удачным, весёлый, живой и невероятно энергичный комик пришёлся очень по душе зрителям, что помогло ему оставаться на телеэкранах долго и уверенно — одно только шоу News Radio транслировалось с 1995 по 1999 год.
В 2013 году Дик принял участие 16-м сезоне «Танцев со звездами».[значимость факта?]

## Фильмография
Энди Дик появился также в таких фильмах, как «Армейские приключения» (1994), «Кабельщик» (1996), «Лучшие люди» (1997), «Инспектор Гаджет» (1999), «Дорожное приключение» (2000), «Свидание моей мечты» (2006), «Блондинка с амбициями» (2007) и многих других. В общей сложности, он появился более, чем в 70 фильмах и сериалах. В 2001 году, находясь на пике популярности, Энди Дик запускает собственный проект — ток-шоу The Andy Dick Show, которое шло в прокате три сезона. В период с 2002 по 2006 год он — постоянный участник ситкома MTV «Less Than Perfect» (в российской версии «Клава Давай»). Поведение Энди Дика перед камерой уже давно определилось — он куражится и смешит всех направо и налево, а зрители охотно прощают своему любимцу грубоватые и порой двусмысленные шутки. И не только зрители — на одном из шоу Энди потрогал гостью программы — Памелу Андерсон — за грудь. Поразительно, но Памелу это, казалось, совсем не смутило.